# Karolina Wydra
Karolina Wydra (née le 5 mars 1981 à Opole en Pologne) est une actrice et mannequin polonaise.

## Biographie
Dans son enfance elle quitte la Pologne avec ses parents et son frère pour s'installer aux États-Unis. Elle commence sa carrière de mannequin à l'âge de 16 ans, elle pose notamment pour Elle et apparaît dans les campagnes publicitaires de Giorgio Armani, Calvin Klein, Dooney & Bourke et Levi's Red. En 2006 elle prend part au spot publicitaire de Nespresso avec George Clooney.
Elle fait ses débuts au grand écran en 2008 en incarnant Gabrielle Bochenski dans le film Soyez sympas, rembobinez. La même année, elle obtient le rôle de Raquel dans le film Sugar d'Anna Boden et Ryan Fleck. Karolina joue également dans des séries télévisées telles que New York, section criminelle, Dr House ou Justified.

## Filmographie

### Cinéma
- 2008 : Soyez sympas, rembobinez de Michel Gondry : Gabrielle Bochenski
- 2008 : Sugar d'Anna Boden et Ryan Fleck : Raquel
- 2009 : Boreal de Gregory Kershaw : Elizabeth
- 2010 : Seconds : Ania
- 2011 : Crazy, Stupid, Love de  Glenn Ficarra et John Requa : Jordyn
- 2012 : After  de Ryan Smith: Ana
- 2012 : Eugene : Alice
- 2013 : Europa Report : la doctoresse Katya Petrovna
- 2016 : Incarnate de Brad Peyton : Anna Ember
- 2019 : Froide Vengeance : Simone/Jenifer

### Télévision
- 2008 : New York, section criminelle : Christina
- 2011-2012 : Dr House : Dominika Petrova
- 2012 : Les Condamnées : Kelly
- 2013-2014 : True Blood : Violet Mazurski
- 2014 : Justified : Mara Paxton
- 2014 : Scorpion : agent Simone Taylor
- 2015 : Wicked City : détective Dianne Gibbons
- 2017 : Quantico : Sasha Barinov
- 2017 : MacGyver : Vera Kazakova (saison 2, épisode 3)
- 2017 : Twin Peaks (série télévisée, saison 3) de David Lynch : Chloe
- 2017-2019 : Sneaky Pete : Karolina (saisons 1-3)
- 2019 : Marvel : Les Agents du SHIELD : Izel (saison 6)
- depuis 2025 : Pluribus : Yara